# Hyalobagrus flavus
Hyalobagrus flavus es una especie de peces de la familia Bagridae en el orden de los Siluriformes.

## Morfología
• Los machos pueden llegar alcanzar los 4,4 cm de longitud total.
- Número de  vértebras: 36-37.[1][2]

## Hábitat
Es un pez de agua dulce y de clima tropical.

## Distribución geográfica
Se encuentran en Asia:  cuencas de los ríos Batang Hari (Sumatra) y  Mentaya (sur de Borneo).